# Alberto Arvelo Mendoza
Alberto Arvelo Mendoza (Caracas, Veneçuela; 1966) és un director, guionista i productor cinematogràfic veneçolà, que resideix a la ciutat de Mèrida, casat amb Gabriela Camejo.

## Biografia
Va estudiar Història de l'Art en la Universitat dels Andes. En 1986 estrena els seus dos primers llargmetratges La canción de la montaña i Candelas en la niebla. El 1997 realitza el llargmetratge Una vida y dos mandados, produïda per Alexis Montilla, protagonitzada per Germán Mendieta i Jornadi Montilla. La pel·lícula va formar part de la Selecció Oficial del Festival de Mont-real, i va guanyar el premi al millor guió en el Festival de Cinema Llatinoamericà de Nova York.
En 2001 realitza Una casa con vista al mar, amb l'actuació de Imanol Arias, Gabriel Arcand, i Leandro Arvelo. La cinta guanya premis del públic en Biarritz, Huelva i Friburg; a més del Premi Glauber Rocha en l'Havana, així com el premi a la Millor Pel·lícula en el Festival Internacional d'Oslo.
També en 2001 produeix i dirigeix la minisèrie de televisió Los Últimos, transmesa per Televen. Arvelo va ser un dels creadors, al costat de Juan Carlos López.
L'any 2005 estrena el documental Tocar y luchar, basat en la història del Sistema de Orquestas Juveniles e Infantiles de Veneçuela. La cinta va guanyar diversos premis internacionals, com el Premi del Público en el Festival de Cinema de Miami, el Premi al Millor Documental en el Festival de Cinema Les Amèriques de Houston, i un Esment Especial del Jurat en el Festival de Cinema Llatí de Chicago. A més, a Veneçuela va guanyar Premi al Millor Documental dels Premis ANAC, i del Festival del Cinema Veneçolà.
En 2006 estrena la cinta de ficció Habana, Havana, pel·lícula que utilitza l'esquema de producció del Cine Átomo. La cinta aconsegueix importants premis, vom el Premi Especial del Jurat, en el Festival Internacional de Cinema de Valladolid, Premi Municipal de Cinema a la Millor Pel·lícula, Premi ANAC al Millor Llargmetratge de Ficció i Premi del Ministeri de Cultura a la millor obra cinematogràfica.
Cyrano Fernández va ser estrenada a l'octubre de 2007 en el Festival de Cinema del American Film Institute, a Los Angeles, protagonitzada per Édgar Ramírez, Pastor Ovideo.
Libertador,la seva cinta més recent, basada en la vida de Simón Bolívar, va ser estrenada en el Festival de Cinema de Toronto 2013. El 19 de desembre de 2014 va ser seleccionada junt en el Short List dels Premis de l'Acadèmia, a la millor pel·lícula estrangera, 2015.

## Filmografia
| Any  | Pel·lícula                | Rol                              |
| ---- | ------------------------- | -------------------------------- |
| 2020 | Free Color                | Director, productor              |
| 2018 | Volveré a mi tierra       | Director (Secció los Ángeles)    |
| 2013 | Libertador                | Director, productor              |
| 2007 | Lo que tiene el otro      | Productor                        |
| 2007 | Cyrano Fernández          | Director, guionista              |
| 2006 | Elipsis                   | Productor                        |
| 2006 | Tocar y luchar            | Director, guionista              |
| 2004 | Habana, Havana            | Director, guionista              |
| 2001 | Una casa con vista al mar | Director, guionista              |
| 2001 | Los Últimos (sèrie)       | Cocreador, codirector, productor |
| 1997 | Una vida y dos mandados   | Director, guionista              |
| 1986 | La canción de la montaña  | Director, guionista              |
| 1986 | Candelas en la niebla     | Director, productor              |